# Coffee City, Texas
Coffee City là một thị trấn thuộc quận Henderson, tiểu bang Texas, Hoa Kỳ. Năm 2010, dân số của thị trấn này là 278 người.

## Dân số
- Dân số năm 2000: 193 người.
- Dân số năm 2010: 278 người.